# Жуанвили
Жуанвили (фр. Maison de Joinville) — французский дворянский род, имевший владения в графстве Шампань. Название произошло от родового замка Жуанвиль в современном французском департаменте Верхняя Марна. Ряд представителей рода занимали должность сенешаля Шампани.

## История
Первым достоверно известным представителем рода был живший в начале XI века Этьен де Во, происходивший, согласно хронике Альберика де Труа-Фонтена, из поселения Во, располагавшегося в 6 километрах к югу от Жуанвиля неподалёку от аббатства Сен-Урбен. Точное происхождение Стефана не установлено. Он был женат на дочери графа Ангельберта II де Бриенна. Также хронист сообщает, что Этьен начал с помощью тестя строить замок Жуанвиль, который и дал название роду. Хотя Альберик де Труа-Фонтен называет Этьена графом Жуаньи по праву жены, нет никаких других свидетельств того, что он носил этот титул. Вероятнее всего, здесь возникла путаница между Жуаньи (фр. Joigny), расположенного к юго-западу от Труа недалеко от Осера, и Жуанвиль (фр. Joinville).
Стефан де Во, согласно формулировке Альберика де Труа-Фонтена, был вассалом графа де Бриенн. Однако его потомки к середине XII века заняли высокое положение среди шампанской власти, о чём свидетельствует назначение Жоффруа III де Жуанвиля сенешалем Шампани. Он в составе армии будущего Генриха I Шампанского участвовал во втором крестовом походе. Должность сенешаля Шампани оставалась наследственной в роду Жуанвилей.
Потомки Жоффруа III также участвовали в крестовых похода. Жоффруа IV де Жуанвиль, сын Жоффруа III, умер в Палестине во время Третьего крестового похода, там же умер и брат Жоффруа III, епископ Шалона Ги III де Жуанвиль. Жоффруа V де Жуанвиль, сын Жоффруа III принимал участие и в третьем, и в четвёртом крестовых походах. Из этого же рода происходил и знаменитый советник и биограф Людовика IX Святого, Жан де Жуанвиль, участвовавший в седьмом крестовом походе.
При потомках Жоффруа IV род разделился на несколько ветвей. Одна из ветвей, которая пошла от Жоффруа, старшего сына хрониста Жана де Жуанвиля, переселилась в Неаполитанское королевство, где её представители были графами ди Сант-Анжело и сеньорами ди Венафро. От младшего брата Жана, Жоффруа де Жуанвиля (Женевиля, который перебрался в Англию и получил там титул барона Женевиля, пошли 2 ветви. Старшая, оставшаяся в Англии, быстро угасла, её владения через мать унаследовал Роджер Мортимер, 1-й граф Марч. Младшая же, ветвь сеньоров Вокулёра в Шампани, угасла в конце XIV — начале XV века. Ещё от одного брата Жана де Жуанвиля, Симона, пошла ветвь сеньоров Жекса, угасшая в XIV веке. Также существовали ветви сеньоров д’Эшене, де Донжо и де Юлли, которые пошли от Ги де Жуанвиля, одного из сыновей Жоффруа IV де Жуанвиля.
Сеньорию же Жуанвиль и должность сенешаля Шампани унаследовал Ансо де Жуанвиль (ум. 1342/1343), четвёртый сын Жана де Жуанвиля, ставший в 1339 году маршалом Франции. Его сын Генрих (ок. 1327—1365) после смерти деда по матери в 1348 унаследовал ещё и графство Водемон в Лотарингии. Его законнорождённые сыновья умерли в младенчестве, поэтому наследницей владений и титулов Жуанвилей стала его дочь, Маргарита де Жуанвиль (ок. 1356 — 28 апреля 1417). Она трижды была замужем, но дети были только от третьего брака с Ферри I Лотарингский, потомки которого и были наследниками Жуанвилей.

## Генеалогия
- Этьен де Во[фр.] (ум. после 1027), сеньор де Жуанвиль; жена: до 1027 дочь графа Ангельберта II де Бриенна и Алисы де Санс;
  -  Жоффруа I де Жуанвиль[фр.] (ум. ок. 1080), сеньор де Жуанвиль; жена: Бланка де Рейнель, дочь Арнуля, графа де Рейнель;
    - Хильдуин де Жуанвиль[фр.] (ум. 1055), сеньор де Нюли[фр.];
      - Готье де Жуанвиль, сеньор де Нюли;
      - Вихер де Жуанвиль, сеньор де Нюли;
      -  Эскилин де Жуанвиль, дама де Нюли; муж: Ги д’Эгремон[фр.] (ум. после 1140), сеньор де Нюлли;

    - Жоффруа II де Жуанвиль[фр.] (ум. до 1101), сеньор де Жуанвиль; жана: Одерин де Куртене, дочь Жослена де Куртене[англ.] и Изабеллы де Монтлери;
      - Этьен де Жуанвиль (ум. после 1088);
      - Рено де Жуанвиль (ум. после 29 мая 1103), сеньор де Жуанвиль[К 1];
      - Роже де Жуанвиль[фр.] (ум. после 1137), сеньор де Жуанвиль[К 2]; жена: Аделаида де Виньори (ум. после 1137), дочь Ги III де Виньори и Беатрисы Бургундской;
        - Гильом де Жуанвиль (ум. до 1132);
        - Жоффруа III де Жуанвиль[фр.] (ум. 1187/1188), сеньор де Жуанвиль, сенешаль Шампани с ок. 1153, участник второго крестового похода; жена: до 9 марта 1142 Фелисита де Бриенн (ум. после 21 июня 1178), дочь графа Эрара I де Бриенна и Алисы де Мондидье, вдова Симона I де Бруа;
          - Жоффруа IV де Жуанвиль (ум. август 1190), сеньор де Жуанвиль и сенешаль Шампани с 1187/1188, участник третьего крестового похода; жена: Элвида де Дампьер (ум. до мая 1196), дочь Ги I де Дампьера[англ.] и Элвиды де Бодемон;
            - Жоффруа V де Жуанвиль (ум. 1203/1204), сеньор де Жуанвиль и сенешаль Шампани с 1190, участник третьего и четвёртого крестовых походов;
            - Роберт де Жуанвиль[фр.] (ум. 1205);
            - Гильом де Жуанвиль[фр.] (ум. 6 ноября 1226), епископ Лангра с 1208;
            - Симон де Жуанвиль (ум. май 1233), сеньор де Жуанвиль и сенешаль Шампани с 1203/1204; 1-я жена: с 1205/1209 Ирменгарда де Монклер (ум. после 23 июля 1218), дочь Жана де Валькура (де Монклера); 2-я жена: до 1224 Беатрис д’Осон[фр.] (ум. 11 апреля 1260), дама де Марне, дочь Этьена III, графа Осона, и Беатрисы де Тьер, разведённая жена Эмона II де Фосиньи[фр.];
              - (от 1 брака) Жоффруа де Жуанвиль (ум. 1232/1233); жена: с ок. августа 1230 (развод в 1232) Мария де Гарланд (ум. после 1259), дочь Гильома V де Гарланда, сеньора де Ливри, и Аделы де Шатильон, вдова графа Генриха IV де Гранпре; в 1232/1235 её третьим мужем стал Ансерик IV де Монтрёйль;
              - (от 1 брака) Изабелла де Жуанвиль (ум. после 1268); муж: до 1229 Симон IV де Клефмон (ум. октябрь 1238);
              - (от 1 брака) Беатрис де Жуанвиль (ум. до мая 1249); муж: Гермон (ум. после февраля 1233), видам де Шалон;
              - (от 2 брака) Жан де Жуанвиль (1223/1224 — 24 декабря 1317), сеньор де Жуанвиль и сенешаль Шампани с 1233, хронист, участник седьмого крестового похода; 1-я жена: с ок. 1245 Алиса де Гранпре (ум. до 1261), дочь графа Генриха IV де Гранпре и Марии де Гарланд; 2-я жена: до мая 1262 Алиса де Рейнель (ум. до 1288), дочь Готье, сеньора де Рейнель;
                - (от 1 брака) Жоффруа де Жуанвиль (1245/1247 — до 11 декабря 1290), сеньор де Брикене; жена: Мабиль де Лезин (ум. 1286/1290), дочь Гильома де Виллардуэна, сеньора де Лезин, и Маргариты де Мелло, вдова Эрарда I де Нантёй;
                  - ветвь графов ди Сант-Анжело, сеньоров ди Венафро (в Неаполитанском королевстве)

                - (от 1 брака) Жан де Жуанвиль (18 апреля 1248 — после 9 марта 1305), сеньор д’Ансервиль; 1-я жена: после июля 1271 Мария де Кьеврен (ум. июнь 1293), дама д’Ансервиль, дочь Николаса, сеньора де Кьеврен, вдова Рено де Бара, сеньора де Пьерпона;
                - (от 2 брака) Маргарита де Жуанвиль (ум. до 24 декабря 1306); муж: Дрё (ум. после 1272), сеньор де Шарни;
                - (от 2 брака) Жан де Жуанвиль (ум. 2 марта 1301), сеньор де Римакур и де Рейнель;
                - (от 2 брака) Ансо де Жуанвиль (ум. 3 января 1342/1343), сеньор де Римакур и де Рейнель с 1301, сеньор де Жуанвиль и сенешаль Шампани с 1317, маршал Франции с 1339; 1-я жена: до 24 июля 1302 Лауретта фон Саарбрюкен (ум. до 1323), дочь Симона IV де Коммерси, графа Саарбрюкена, и Матильды; 2-я жена: до 5 июля 1323 Маргарита де Водемон[фр.] (ум. до 26 декабря 1334), дочь графа Генриха III де Водемона и Изабеллы Лотарингской;
                  - (от 1 брака) Жанна де Жуанвиль (ум. после 20 января 1345), дама де Римакур; 1-й муж: с 20 ноября 1335 (контракт) Оберт VII де Анжест (ум. 29 сентября 1338), сеньор де Жанлис; 2-й муж: до 1344 Жан I де Нуайе (1323 — 10 мая 1361), граф де Жуаньи;
                  - (от 2 брака) Генрих де Жуанвиль (ок. 1327 — июнь/июль 1365), сеньор де Жуанвиль и сенешаль Шампани с 1343, граф де Водемон (под именем Генрих V) с 1348; жена: с 19 мая 1353 (контракт) Мария Люксембургская (1331/1335 — 1376/1381), дочь Жана I де Люксембурга, сеньора де Линьи, и Алисы Фландрской;
                    - Ансо де Жуанвиль (ум. в младенчестве);
                    - Маргарита де Жуанвиль (ок. 1356 — 28 апреля 1417), дама де Жуанвиль и графиня де Водемон с 1365; 1-й муж: до 5 апреля 1367 Жан II де Бургонь (ум. 6 декабря 1373), сеньор де Монтегю после 1340, граф де Водемон и сеньор де Жуанвиль с 1367; 2-й муж: с 2 мая 1374 (контракт) Пьер (ум. 1392), граф Женевы с 1370, граф де Водемон и сеньор де Жуанвиль с 1374; 3-й муж: с июня/июля 1393 Ферри I Лотарингский (ок. 1370 — 25 октября 1415), сеньор де Рюминьи с 1390, граф де Водемон и сеньор де Жуанвиль с 1393;
                    - Генрих де Жуанвиль (ум. в младенчестве);
                    - Алиса де Жуанвиль (ум. после 26 ноября 1399); жена: с 1373 (контракт) Тибо VIII де Нёшатель (ум. 1396), сеньор де Нёшатель;
                    -  (незаконный) Жан (ум. после 26 декабря 1396), бастард де Водемон

                  -  (от 2 брака) Изабелла де Жуанвиль (ум. до 1355); муж: до 5 июня 1348 Жан де Вержи (ум. ок. 1370), сеньор де Мирабо;

                - (от 2 брака) Готье де Жуанвиль (ум. до 11 июня 1308), сеньор де Бопре;
                - (от 2 брака) Андре де Жуанвиль, сеньор де Бонне; жена: Изабелла де Бонне, дама де Бонне;
                  -  Ветвь сеньоров де Бопре и Бонне

                -  (от 2 брака) Алиса де Жуанвиль (ум. после 19 апреля 1336); 1-й муж: с 3 мая 1300 Жан д’Арси-сюр-Об (ум. 1307), сеньор д’Арси-сюр-Об и де Шатене; 2-й муж: до июля 1312 Джон Ланкастерский (до мая 1286—1317), сеньор де Бофор и де Ножан-л’Арто;

              - (от 2 брака) Жоффруа де Жуанвиль (Женевиль) (ум. 21 октября 1314), сеньор де Вокулёр, 1-й барон Женевиль; жена: с 1252 Мод (Матильда) де Ласи[англ.] (1230 — 11 апреля 1304), дочь Гилберта де Ласи, вдова Пьера Женевского
                -  Ветвь сеньоров де Вокулёр

              - (от 2 брака) Симон де Жуанвиль (ум. 3 июня 1276); жена: Леонетт де Жекс (ум. 16 ноября 1302), дама де Жекс с 1247, дочь Амедея, сеньора де Жекс, и Беатрисы де Баже;
                -  Ветвь сеньоров де Жекс

              - (от 2 брака) Гильом де Жуанвиль (ум. после 30 января 1260), архидьякон в Салене;
              -  (от 2 брака) Мария (Симонетта) де Жуанвиль (ум. август 1263); муж: до декабря 1246 Жан (ум. 22 января 1275), сеньор де Тильшатель;

            - Фелисита де Жуанвиль (ум. после 1240); муж: с ок. 1200 Пьер III де Бодемон (ум. 1225/1227), сеньор де Бодемон с ок. 1190;
            - Ги де Жуанвиль
              -  Ветви сеньоров д’Эшене, де Донжо и де Юлли

            -  Андре де Жуанвиль, рыцарь ордена Тамплиеров

          - Васелер де Жуанвиль;
          - Гертруда де Жуанвиль (ум. после 1181); муж: Жерар II де Водемон (ум. 1188), граф де Водемон с 1155;
          -  Гильоммета де Жуанвиль, аббатиса Авене в 1176—1204;

        - Роберт де Жуанвиль (ум. 1178);
        - Ги III де Жуанвиль[фр.] (ум. 1190), епископ Шалона[фр.] с 1164, участник третьего крестового похода;
        - дочь;
        -  Беатриса де Жуанвиль; муж: Генрих II де Гранпре (ум. 1188/1190), граф де Гранпре;

      - Авиза де Жуанвиль (ум. после 1141); муж: Гоберт III д’Аспремон (ум. до 1141), сеньор д’Аспремон;
      -  дочь; муж: Варнер;

    - Ренар де Жуанвиль;
    -  Этьен де Жуанвиль[фр.] (ум. 1014), аббат монастыря Сен-Клод[фр.], аббат монастыря Сен-Пьер-де-Безье[фр.].